# Rd. Pjka Bandar Agung
Rd. Pjka Bandar Agung is een bestuurslaag in het regentschap Lahat van de provincie Zuid-Sumatra, Indonesië. Rd. Pjka Bandar Agung telt 1280 inwoners (volkstelling 2010).